# Caucus Negro del Congreso de los Estados Unidos
El Caucus Negro del Congreso de los Estados Unidos (en inglés: Congressional Black Caucus) es un grupo formado por la mayoría de los miembros afroestadounidenses del Congreso de los Estados Unidos. La representante Karen Bass de California presidió el caucus de 2019 a 2021, le sucedió la representante Joyce Beatty de Ohio. A partir de 2021, todos los miembros del caucus son parte del Partido Demócrata.